# Поставки природного газу з території Росії
Європа традиційно є основним ринком для поставок природного газу з території Росії (передусім власного видобутку, хоча в окремі періоди частина російського газового балансу формувалась шляхом закупівель у країн Центральної Азії). Крім того, незначні в порівнянні з європейськими об’єми замовляють країни кавказького регіону. Станом на 2016 рік всі поставки по даних напрямках здійснювались через трубопровідний транспорт.
З 2009 року завдяки реалізації проекту Сахалін-2 розпочато поставки зрідженого природного газу. Крім того, у другій половині 2010-х очікується початок трубопровідного експорту до Китаю.

## Поставки трубопровідним транспортом до країн Європи та Західної Азії

### Статистика поставок
Після розпаду СРСР та до 2004 року включно частина поставок природного газу у країни СНД та Балтії здійснювалась через приватних  газотрейдерів (передусім компанію «Ітера»). Починаючи з 2005 року весь експорт цього товару сконцентрували у державному концерні «Газпром».
Крім того, з 2006 року припинені транзитні поставки газу центральноазійського походження через територію Росії без надбання права власності на нього компаніями групи «Газпром».
Результати поставок після описаної вище концентрації наведено нижче.  
|                                            | 2006  | 2007  | 2008  | 2009  | 2011  | 2012  | 2013  | 2014  | 2015  | 2016  | 2017  | 2018  | 2019  | 2019 / 2006 |
| Австрія                                    | 6,6   | 5,4   | 5,8   | 5,4   | 5,4   | 5,4   | 5,2   | 4,2   | 5,0   | 6,0   | 8,5   | 12,3  | 14,2  | 7,6         |
| Азербайджан                                | 4,0   | 0,0   | 0,0   | 0,0   | 0,0   | 0,0   | 0,0   | 0,0   | 0,1   | 0,0   | 0,0   | 1,0   | 0,0   | -4,0        |
| Бельгія                                    | 3,2   | 4,3   | 3,4   | 3,3   | 0,0   | 0,0   | 0,0   | 0,0   | 1,5   | 0,0   | 0,0   | 1,8   | 2,4   | -0,8        |
| Болгарія                                   | 2,7   | 2,8   | 2,9   | 2,2   | 2,5   | 2,5   | 2,9   | 2,8   | 3,1   | 3,2   | 3,3   | 3,2   | 2,4   | -0,3        |
| Боснія                                     | 0,4   | 0,3   | 0,3   | 0,2   | 0,3   | 0,3   | 0,3   | 0,2   | 0,2   | 0,2   | 0,2   | 0,2   | 0,2   | -0,2        |
| Греція                                     | 2,7   | 3,1   | 2,8   | 2,1   | 2,9   | 2,5   | 2,6   | 1,7   | 2,0   | 2,7   | 2,9   | 3,3   | 2,4   | -0,3        |
| Грузія                                     | 1,9   | 1,2   | 0,7   | 0,1   | 0,2   | 0,2   | 0,2   | 0,3   | 0,3   | 0,3   | 0,1   | 0,0   | 0,2   | -1,7        |
| Данія                                      | 0,0   | 0,0   | 0,0   | 0,0   | 0,0   | 0,3   | 0,3   | 0,4   | 0,7   | 1,8   | 1,8   | 1,7   | 1,7   | 1,7         |
| Естонія                                    | 0,7   | 0,9   | 0,6   | 0,8   | 0,7   | 0,6   | 0,7   | 0,4   | 0,5   | 0,4   | 0,5   | 0,4   | 0,3   | -0,4        |
| Італія                                     | 22,1  | 22,0  | 22,4  | 19,1  | 17,1  | 15,1  | 25,3  | 21,7  | 24,4  | 24,7  | 23,8  | 22,8  | 22,1  | 0,0         |
| Латвія                                     | 1,4   | 1,0   | 0,7   | 1,1   | 1,2   | 1,1   | 1,1   | 1,0   | 1,3   | 1,3   | 1,8   | 1,3   | 1,7   | 0,3         |
| Литва                                      | 2,8   | 3,4   | 2,8   | 2,5   | 3,2   | 3,1   | 2,7   | 2,5   | 2,2   | 0,9   | 1,4   | 1,4   | 0,9   | -1,9        |
| Македонія                                  | 0,1   | 0,1   | 0,1   | 0,1   | 0,1   | 0,1   | 0,0   | 0,1   | 0,1   | 0,1   | 0,1   | 0,2   | 0,3   | 0,2         |
| Нідерланди                                 | 4,7   | 5,5   | 5,3   | 5,1   | 4,5   | 2,9   | 2,9   | 4,7   | 8,4   | 4,2   | 4,7   | 7,9   | 8,9   | 4,2         |
| Німеччина                                  | 34,4  | 34,5  | 37,9  | 33,5  | 34,1  | 34,0  | 41,0  | 40,3  | 47,4  | 49,8  | 53,4  | 58,5  | 53,5  | 19,1        |
| Польща                                     | 7,7   | 7,0   | 7,9   | 9,0   | 10,3  | 13,1  | 12,9  | 9,1   | 8,9   | 11,1  | 10,5  | 9,9   | 9,7   | 2,20        |
| Румунія                                    | 5,5   | 4,5   | 4,2   | 2,5   | 3,2   | 2,5   | 1,4   | 0,5   | 0,3   | 1,5   | 1,2   | 1,3   | 1,0   | -4,5        |
| Сербія                                     | 2,1   | 2,1   | 2,2   | 1,7   | 2,1   | 1,9   | 2,0   | 1,5   | 1,9   | 1,8   | 2,1   | 2,1   | 2,1   | 0,0         |
| Словаччина                                 | 7,0   | 6,2   | 6,2   | 5,4   | 5,9   | 4,3   | 5,5   | 4,4   | 3,8   | 3,7   | 4,6   | 5,1   | 6,4   | -0,6        |
| Словенія                                   | 0,7   | 0,6   | 0,6   | 0,5   | 0,5   | 0,5   | 0,5   | 0,4   | 0,5   | 0,5   | 0,6   | 0,5   | 0,3   | -0,4        |
| Туреччина                                  | 19,9  | 23,4  | 23,8  | 20,0  | 26,0  | 27,0  | 26,7  | 27,3  | 27,0  | 24,8  | 29,0  | 24,0  | 15,5  | -4,4        |
| Угорщина                                   | 8,8   | 7,5   | 8,9   | 7,6   | 6,3   | 5,3   | 6,0   | 5,4   | 6,0   | 5,5   | 6,9   | 7,4   | 10,5  | 1,7         |
| Фінляндія                                  | 4,9   | 4,7   | 4,8   | 4,4   | 4,2   | 3,7   | 3,5   | 3,1   | 2,8   | 2,5   | 2,4   | 2,6   | 2,5   | -2,4        |
| Франція                                    | 10,0  | 10,1  | 10,4  | 10,0  | 8,5   | 8,2   | 8,6   | 7,6   | 10,5  | 11,5  | 12,3  | 12,9  | 14,1  | 4,1         |
| Хорватія                                   | 1,1   | 1,1   | 1,2   | 1,1   | 0,0   | 0,0   | 0,2   | 0,2   | 0,6   | 0,0   | 0,0   | 2,0   | 2,8   | 1,7         |
| Чехія                                      | 7,4   | 7,2   | 7,9   | 7,1   | 8,2   | 8,3   | 7,9   | 0,8   | 0,9   | 4,5   | 5,8   | 6,5   | 8,1   | 0,7         |
| Швейцарія                                  | 0,4   | 0,4   | 0,3   | 0,3   | 0,3   | 0,3   | 0,4   | 0,3   | 0,3   | 0,3   | 0,3   | 0,4   | 0,3   | -0,1        |
| Всього поставки на комерційній основі      | 163,2 | 159,3 | 164,1 | 145,1 | 147,7 | 143,2 | 160,8 | 140,9 | 160,7 | 163,3 | 178,2 | 190,7 | 184,5 | 21,3        |
| Довідково                                  |       |       |       |       |       |       |       |       |       |       |       |       |       |             |
| Імпорт Україною із Європи                  |       |       |       |       |       | 0,1   | 2,1   | 5,0   | 10,4  | 10,9  | 14,1  | 10,6  | 14,3  | 14,3        |
| Поставки за мінусом перепродажу до України | 163,2 | 159,3 | 164,1 | 145,1 | 147,7 | 143,1 | 158,7 | 135,9 | 150,3 | 152,4 | 164,1 | 180,1 | 170,2 | 7,0         |
|                                            |       |       |       |       |       |       |       |       |       |       |       |       |       |             |
| Білорусь                                   | 20,5  | 20,6  | 21,1  | 17,6  | 23,3  | 19,7  | 19,8  | 19,6  | 18,4  | 18,6  |       | 20,3  | 20,3  | -0,2        |
| Вірменія                                   | 1,7   | 1,7   | 2,1   | 1,9   | 1,6   | 1,7   | 1,7   | 1,8   | 1,8   | 1,8   |       | 1,9   | 2,0   | 0,3         |
| Молдова1                                   | 1,4   | 1,3   | 1,2   | 1,1   | 1,2   | 1,1   | 1,0   | 1,1   | 1,0   | 1,0   | 1,0   | 1,1   | 1,1   | -0,3        |
| Україна2,3                                 | 50,2  | 50,1  | 52,6  | 38,0  | 44,8  | 32,9  | 25,8  | 4,5   | 6,1   | 0,0   | 0,0   | 0,0   | 0,0   | -50,2       |
| Всього поставки із політичним чинником     | 73,8  | 73,7  | 77    | 58,6  | 70,9  | 55,4  | 48,3  | 27    | 27,3  | 21,4  |       | 23,3  | 23,4  | -50,4       |
|                                            |       |       |       |       |       |       |       |       |       |       |       |       |       |             |
| Разом поставки в Європу та Західну Азію    | 237,0 | 233,0 | 241,1 | 203,7 | 218,6 | 198,6 | 209,1 | 167,9 | 188,0 | 184,7 |       | 214,0 | 207,9 | -29,1       |
| Довідково4                                 |       |       |       |       |       |       |       |       |       |       |       |       |       |             |
| Велика Британія                            | 8,7   | 15,2  | 7,7   | 9,7   | 12,9  | 11,7  | 16,6  | 15,5  | 22,5  | 17,9  | 16,3  | 14,3  | 10,3  | 1,6         |
| Ірландія                                   |       |       |       |       | 0,0   | 0,3   | 0,5   | 0,2   | 0,2   |       |       |       |       | 0,0         |

Примітка 1. Об’єми поставок до Молдови наведені згідно з молдовською статистикою. Дані російської сторони в середньому вдвічі більше за рахунок включення до них постачання газу придністровському анклаву.
Примітка 2. Об’єми поставок до України за 2006-2008 роки наведені за даними «Газпрому». Згідно з українською статистикою, сукупні поставки за цей період були на 21,5 млрд м3 менше, що можливо відповідає об’ємам розмитненим для внутрішнього споживання, без урахування перепродажу в країни Європи.
Примітка 3. Об’єми поставок до України за 2015-2018 роки наведені згідно з українською статистикою. Дані російської сторони вищі за рахунок включення до них неузгодженого транспортування газу для потреб ОРДЛО. 
Примітка 4. Продажі на території Великої Британії наразі здійснюються передусім за рахунок придбання ресурсу на місцевому ринку. Для подачі туди власного ресурсу «Газпром» ввійшов у капітал газогонів Балгзанд – Бактон та Інтерконектор. Втім, поки що загальний об’єм транспортування цими газопроводами ресурсу всіх замовників у напрямку Великої Британії відносно незначний (наприклад, у квітні 2015 – березні 2016 він склав 3,35 млрд м3 для Балгзанд – Бактон та 0,1 млрд м3 для Інтерконектор.

### Динаміка поставок.
Регульовані виключно комерційними чинниками поставки в Європу та Західну Азію у період з 2006 по 2016 рік майже не змінились та зросли лише на 0,9 млрд м3 (без урахування країн Закавказзя – на 6,5 млрд м3). При цьому починаючи з 2012 року Україна розпочала закупівлю газу на європейських торгових площадках та довела їх в 2017 році до 10,9 млрд м3. До реалізації хоча б одного з анонсованих інфраструктурних проектів (як то: інтерконектор із польським терміналом ЗПГ у Свіноуйсьце, плавучий термінал ЗПГ Крк у Хорватії, проект подачі ресурсу на Балкани із прикаспійського та близькосхідного регіонів через Туреччину) газ на східноєвропейських торгових площадках фізично має походження з території Росії. З урахуванням цього, фактичні поставки для споживачів зазначених країн Європи та Західної Азії з 2006 по 2016 зменшились на 10 млрд м3.
В 2017-му та 2018-му роках погодні умови сприяли збільшеню закупівель російського газу. Як наслідок, поставки до Європи та Західної Азії в 2018-му у порівнянні з 2006-м зросли на 27,5 млрд м3 (а з урахуванням коригування на поставки газу з європейських площадок до України –  на 16,9 млрд м3).
Найбільше зростання за період з 2006 по 2018 рік забезпечила Німеччина (+24,1 млрд м3), за якою слідує  Австрія (+5,7 млрд м3) і Туреччина (+4,1 млрд м3, при цьому з 2000 по 2006 рік вона вже збільшила закупівлі на 9,7 млрд м3). Найбільше зниження закупівель продемонстрували Азербайджан та Румунія, які досягли цього завдяки розвитку власного газовидобутку (Азербайджан також практично повністю перебрав на себе газопостачання Грузії). Крім того, суттєве зменшення заупівель продемонструвала Фінляндія.

## Експортно-імпортні операції з країнами Центральної Азії
З початку 2000-х років Росія закуповувала певні обсяги природного газу у країнах Центральної Азії. Причому якщо Туркменія та Узбекистан виступали лише у ролі продавців (за невеличкими виключеннями у випадку останньої країни), то з Казахстаном відбувались зустрічні поставки. До Росії надходив газ із Карачаганакського родовища для переробки на Оренбурзькому ГПЗ, а також певні обсяги до вузлового газопроводного пункту Олександрів Гай, тоді як Казахстан отримував ресурс для північно-західної Костанайської області, а також південних районів країни. В останньому випадку фізично використовували частину закупленого узбецького газу. За рахунок подібного ресурсу здійснюються і розпочаті у 2014 році поставки «Газпрому» до Киргизстану.   
Протягом десятиріччя з 2006 по 2015 роки нетто-закупівлі Росією центральноазійського газу суттєво (у 3 рази) знизились, передусім за рахунок туркменського ресурсу. З 2016 по 2018 роки придбання газу в Туркменії взагалі припинилось, проте в 2019-му поставки відновились.
|                                    | 2006 | 2009 | 2011 | 2012 | 2013 | 2014 | 2015 | 2019 |
| Поставлено на адресу Росії, в т.ч. | 58,9 | 37,2 | 30,9 | 31,2 | 32,5 | 29,2 | 22,1 | 23,2 |
| Казахстан                          | 7,9  | 10,0 | 11,8 | 11,6 | 11,9 | 10,9 | 12,6 | 11,6 |
| Узбекистан                         | 9,0  | 15,4 | 7,9  | 8,7  | 9,4  | 7,3  | 6,4  | 7,6  |
| Туркменістан                       | 42,0 | 11,8 | 11,2 | 10,9 | 11,2 | 11,0 | 3,1  | 4,0  |
| Поставлено Росією, в т.ч.          | 6,0  | 3,1  | 3,6  | 3,7  | 5,0  | 5,2  | 5,0  | 8,0  |
| Казахстан                          | 6,0  | 3,1  | 3,3  | 3,7  | 4,7  | 5,1  | 4,7  | 7,7  |
| Узбекистан                         | 0,0  | 0,0  | 0,3  | 0,0  | 0,3  | 0,0  | 0,0  | 0,0  |
| Киргизстан                         | 0,0  | 0,0  | 0,0  | 0,0  | 0,0  | 0,1  | 0,3  | 0,3  |
| Чисті закупівлі з боку Росії       | 52,9 | 34,1 | 27,3 | 27,5 | 27,5 | 24,0 | 17,1 | 15,2 |

## Поставки трубопровідним транспортом до країн Далекого Сходу
У кінці 2010-х планується розпочати поставки природного газу до Китаю через газогін «Сила Сибіру».

## Поставки зрідженого природного газу
Починаючи з 2009 року на острові Сахалін діє завод із зрідження газу Пригородноє ЗПГ, споруджений в межах проекту Сахалін-2 для обслуговування експортних поставок. З 2013 він вийшов на проектну потужність, виробивши 10,8 млн тон ЗПГ (еквівалент 15 млрд м3 газу). 
В 2017 році очікується введення в дію першої технологічної лінії заводу Ямал ЗПГ, що споруджується у Обській губі Карського моря. Потужність його трьох ліній має складати 16,5 млн тон ЗПГ на рік (еквівалент 23 млрд.м3).